# 天主教比亞里卡教區 (巴拉圭)
天主教比亞里卡教區（拉丁語：Dioecesis Villaricensis Spiritus Sancti）是巴拉圭一個羅馬天主教教區，屬亞松森總教區。
教區成立於1929年5月1日，教區包括卡薩帕省和瓜伊拉省。2010年有教友316,000人（佔轄區總人口98.4%）、卅一個堂區、四十六名司鐸。現任教區主教為里卡多·巴倫瑞拉·里奧斯。